# Ramon Llatjós i Planas
Ramón Llatjós i Planas (Santpedor, 20 de setembre de 1914 - Manresa, juny de 2000) va ser un ginecòleg català que va introduir al Bages els progressos que es van produir en el camp de l'obstetrícia durant la segona meitat del segle xx. Així, entre d'altres, l'ús de les ventoses o de la raquianestèsia i, molt especialment, de convèncer tant a la població com a les llevadores dels beneficis que els parts tinguin lloc en clíniques i no als domicilis de les parteres.

## Biografia
Fill del metge Ignasi Llatjós i Prunés, tocòleg de poble a Santpedor, i net de Francesc Llatjós i Perramon que havia sigut alcalde de Manresa. Cursa els seus primers estudis a Santpedor i a Manresa, i l'any 1933 inicia la carrera de Medicina a Barcelona, que queda interrompuda per la guerra. Durant aquesta, fa de sanitari a l’Hospital de Sant Andreu de Manresa, al sanatori del Miracle de Riner, i és enviat al front on l'acaben empresonant. Es llicencia finalment l'1 de juliol de 1940.
El primer part que va assistir fou l'11 de gener de 1935 al servei de tocologia de l'Hospital Clínic de Barcelona, durant la seva formació acadèmica; en aquest moment però, encara no tenia la intenció de dedicar-se a la obstetrícia. L'any 1936, va iniciar la seva activitat com a metge de capçalera a Fonollosa, i aquí es veu obligat a fer parts, alguns d'urgència, a les masies del poble, circumstància que li desperta la vocació per l'obstetrícia. Acabada la guerra civil va decidir especialitzar-se en Obstetrícia i Ginecologia també a l'Hospital Clínic sota la direcció dels mestres Pere Nubiola i Víctor Conill, on arriba a ser adjunt de càtedra.
El 1945, acabada la seva formació, es trasllada a Manresa on s'estableix professionalment i, en poc temps, esdevé un referent en el camp de la tocoginecologia a la comarca del Bages, gràcies a la gran dedicació i professionalitat i a través d'una medicina de qualitat i del treball en equip. Ramón Llatjós va dedicar la seva vida professional a donar una atenció integral a la salut de la dona i a intentar reduir la mortalitat materna i perinatal a la comarca del Bages. Objectiu que va aconseguir, gràcies sobretot a la introducció a Manresa d'avenços obstètrics progressius, aconseguint que els parts tinguessin lloc a la Clínica Sant Josep de Manresa i difonent l'ús de l'analgèsia en el part.
El 1950 contrau matrimoni amb Teresa Sanuy, amb qui va tenir set fills, alguns metges.
Ramon Llatjós desenvolupa la seva activitat a la Clínica Sant Josep de Manresa, de la que va ser director entre finals dels setanta i el 1989, i que gràcies al seu dinamisme, es converteix fins inicis del segle XXI en centre de referència en el camp de l'assistència maternoinfantil de la Catalunya central; també treballa a l'Ambulatori de la Seguretat Social i al seu propi consultori, on crea escola. També fa tasca docent a l'Escola de Formació Social 'Torras i Bages' i, a l'Escola d'Infermeria 'Farreras Valentí', de la qual és el director.
Entre el 1966 i el 1968 va formar part, com a vicepresident, de la Junta Directiva de la Societat Catalana d'Obstetrícia i Ginecologia, i l'any 1997 va ser nomenat Mestre de la Ginecologia Catalana, distinció que tenen molt pocs professionals. L'any 2000, la Delegació del Bages del Col·legi de Metges li ret homenatge i demana a l'Ajuntament de Manresa que dediqui un dels seus carrers a la seva memòria, honor que li atorga el 2001.

## Vida social
Té una intensa activitat al món associatiu, cultural i veïnal, arribant a ser membre destacat del teixit associatiu local. També és un activista del Gremi de Sant Lluc i accionista de la discogràfica Edigsa.
El 1966 funda, juntament amb el pintor Estanislau Vilajosana, el cardiòleg Josep Corrons i el metge Josep Saló Serra, la Llibreria Símbol, dedicada a la venda i difusió de llibres en català.
Gran emprenedor i home d'idearis ferms, l'esperit catalanista el duu al camp polític, sent militant actiu del col·lectiu CC, grup que dirigia Jordi Pujol en la clandestinitat, al qual es va introduir a través de Josep Espar Ticó i on va fer amistat amb Carles Llussà. Va formar part de la trentena de militants fundadors de Convergència Democràtica de Catalunya, partit amb el que és elegit regidor a l'Ajuntament de Manresa en la primera legislatura democràtica.
Compateix moltes iniciatives amb un altre metge important, Simeó Selga Ubach.
Va ser fundador, conjuntament amb Josep Calmet, i Josep M. Vives, entre d'altres, d'Omnium Cultural de Manresa, de la junta del qual va ser el primer president.

## Obres
- Cinquanta anys d'experiència personal en l'obstetrícia manresana. Gimbernat, 1991
- Crònica del Santuari del Miracle com a sanatori antituberculós els anys 1936-1937. Amb Simeó Selga-Ubach. Barcelona: Autors, 1995.
- 50 anys d'assistència a parts. Manresa: Ampans, 2000.